# Giro d'Italia de 2002
Giro d'Italia 2002 foi a octagésima quinta edição da prova ciclística Giro d'Italia (Corsa Rosa), realizada entre os dias 11 de maio e 2 de junho de 2002.
A competição foi realizada em 20 etapas com um total de 3.357,7 km.
O vencedor foi o ciclista italiano Paolo Savoldelli. Largaram 198 ciclistas, e o vencedor conclui a prova com a velocidade média de 37,567 km/h.